# Ohepalu järv
Ohepalu järv är en sjö i Estland.   Den ligger i landskapet Lääne-Virumaa, i den centrala delen av landet, 70 km öster om huvudstaden Tallinn. Ohepalu järv ligger 94 meter över havet. Arean är 0,56 kvadratkilometer. Omgivningarna runt Ohepalu järv är en mosaik av jordbruksmark och naturlig växtlighet. Den sträcker sig 0,9 kilometer i nord-sydlig riktning, och 0,9 kilometer i öst-västlig riktning.